# Torre de Espantaperros
La Torre de Espantaperros (Badajoz, España) también conocida como Torre de la Atalaya, es una torre albarrana situada junto a la alcazaba de Badajoz y a los Jardines de La Galera (que datan del siglo X). Es de origen almohade y de planta octogonal. Está catalogado como Bien de Interés Cultural.

## Descripción
A diferencia de las torres adosadas de la época, que suelen sobresalir poco o nada sobre la muralla principal y cuyo cuerpo suele ser prismático y de planta rectangular, las  albarranas destacan sobre las otras por su mayor importancia formal y por su mayor elevación, que hacen de ellas un bastión defensivo difícil de conquistar, ejerciendo además de mirador de largo alcance para observar los movimientos de posibles enemigos.
Construida en 1169, mide veinte metros hasta la terraza principal, la cual está coronada por tres almenas por cara.  Sobre este cuerpo principal se construyó un cuerpo cuadrangular a base de ladrillo. Se alza en el extremo  meridional del recinto que cerraba la muralla defensiva. Esta torre albarrana está avanzada unos veinte metros de la citada muralla, conectándose con ella a través de un paso  almenado. Su construcción estaba formada a base de tapial y la planta es muy característica de la época almohade, poligonal y preferentemente «ochavada» u  octogonal, como ya se indicó.
La mayor parte de la torre es maciza, salvo sus dos plantas superiores, que constituyen dos cámaras anulares abovedadas. En su origen estaba rematada por una pequeña construcción cuadrada decorada con arcos entrecruzados, y posteriormente a su construcción, en el siglo XVI, se le añadió el templete de estilo mudéjar que ahora puede verse. Este remate mudéjar tenía la función de alojar una campana, que fue desmontada a finales del siglo XIX y que en la actualidad se conserva en el Museo Arqueológico Provincial de Badajoz.
La torre tiene adosada una edificación llamada «La Galera», construida en el siglo XVI, y que fue destinada a hacer las funciones de cárcel, hospicio, escuela, etc. Recientemente ha sido restaurada.

## Torre de Espantaperros y Torre del Alpéndiz
A menudo se confunde con la Torre del Alpéndiz, que se sitúa cercana a la puerta del Alpéndiz, próxima a los restos de la iglesia de Santa María de Calatrava, pero hay cada vez más autores que identifican la Torre de Espantaperros con la Torre de la Atalaya y sitúan la «torre del Alpéndiz» como la torre que servía de defensa a la «Puerta del Alpéndiz», que sirve en la actualidad de edículo y se ha conocido tradicionalmente como  sala de autopsias del antiguo Hospital Militar de Badajoz. 
Sigue la costumbre del arte militar almohade de construir torres albarranas poligonales.

## Torre de Espantaperros vs. Torre del Oro
Se tiende a hacer a la Torre de Espantaperros tributaria de la Torre del Oro de Sevilla, también de estilo almohade, con la variante de tener una planta  dodecagonal terminada por un cuerpo superior de planta hexagonal y que fue construida en el año 1220. Sin embargo, la torre de Espantaperros fue construida medio siglo antes, concretamente en 1170, a la vez que se ampliaba la alcazaba pacense por Abu Yaqub Yusuf.

## Motivo del nombre de Espantaperros
La torre de «La Atalaya» fue conocida por el sobrenombre de «Espantaperros» y se hace derivar de la siguiente tradición popular: el fuerte tañido de la campana que coronaba la torre servía para avisar a los cristianos de sus cultos, lo cual espantaba a los infieles a los que se les llamaba perros. La campana, propiedad del Concejo, sólo se utilizó para actos municipales y anunciar la muerte de munícipes,  existió entre el siglo XVI y mediados del siglo XIX, época en la que fue desmontada y casi destruida, y sus restos se conservan en el Museo Arqueológico Provincial de Badajoz. Sin embargo, a finales del año 2021, se colocó una nueva campana sobre la torre, tras 143 años sin ella.

## Galería de imágenes

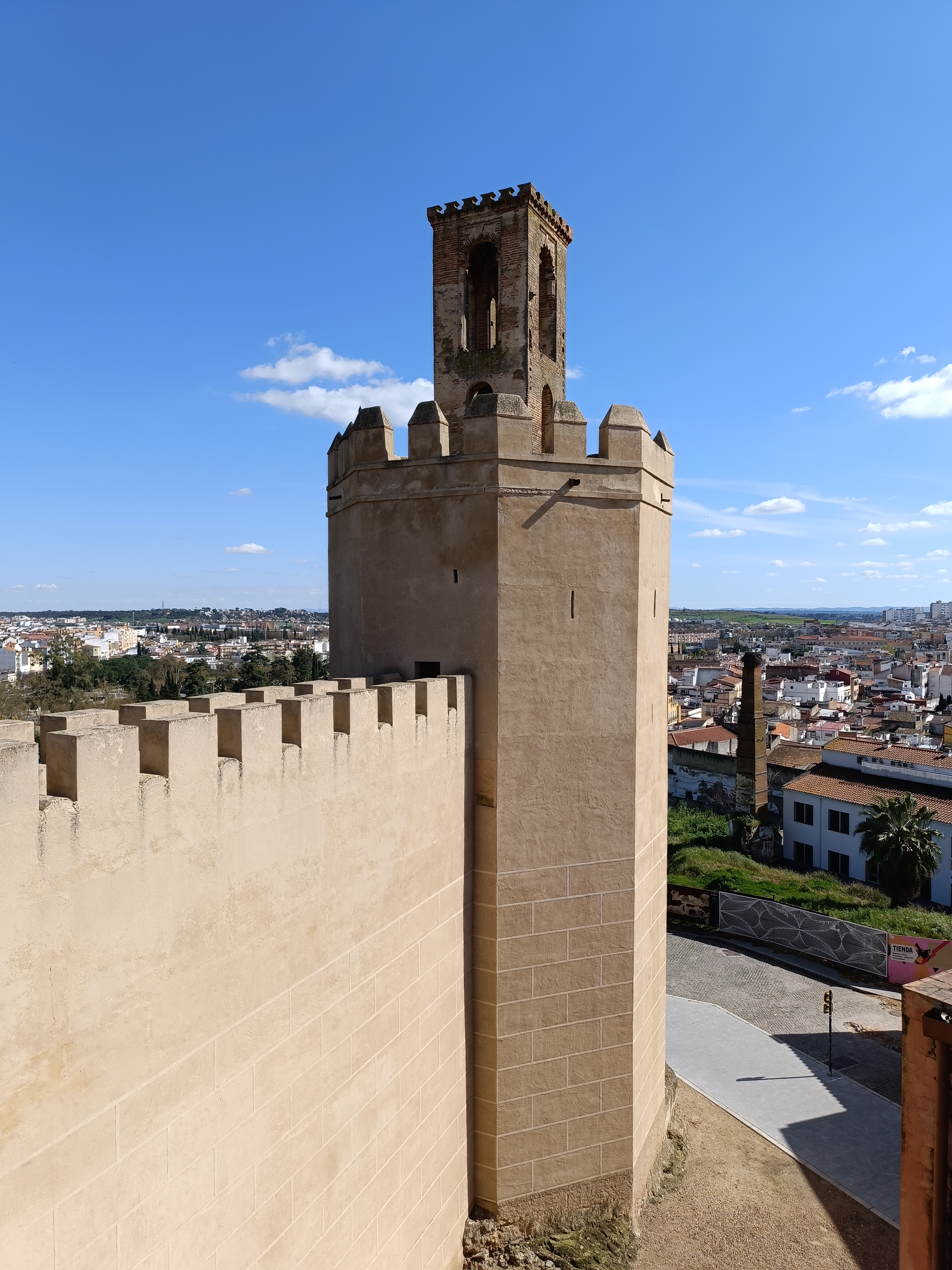
Torre de Espantaperros y acceso desde la muralla.
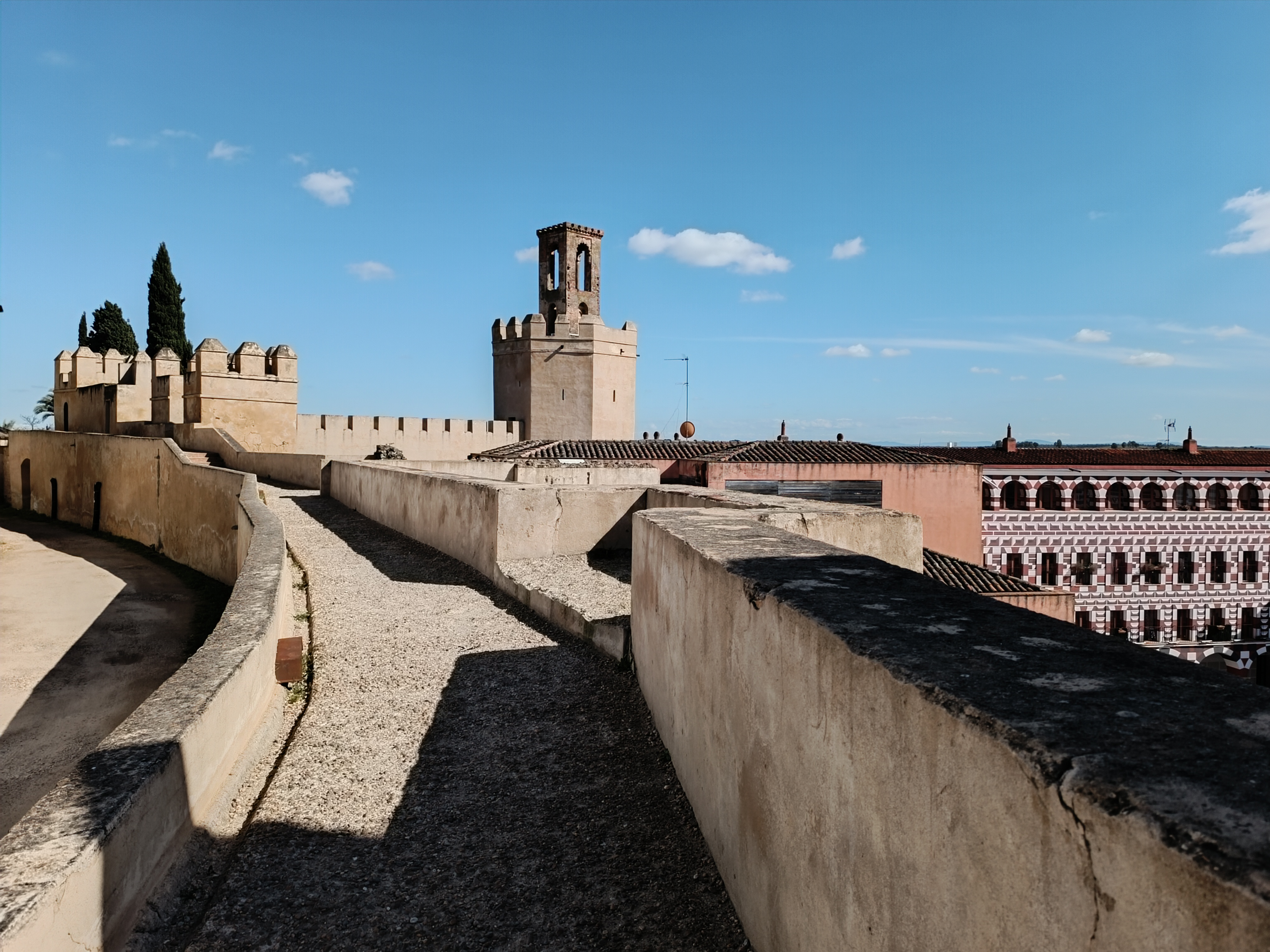
Adarve o camino situado en lo alto de la muralla de la Alcazaba, con la torre de Espantaperros.
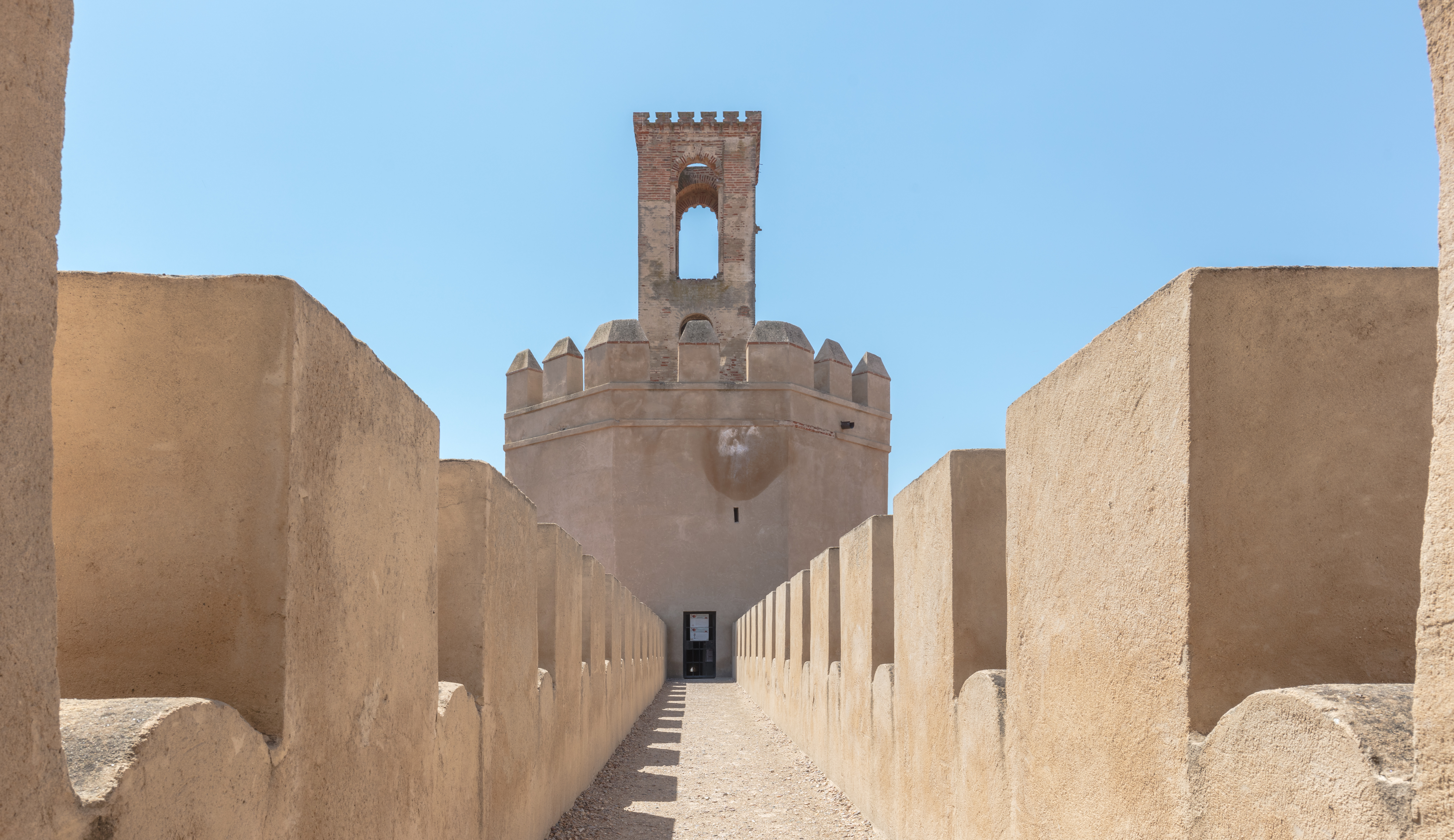
Torre de Espantaperros y vista frontal del acceso desde la muralla.
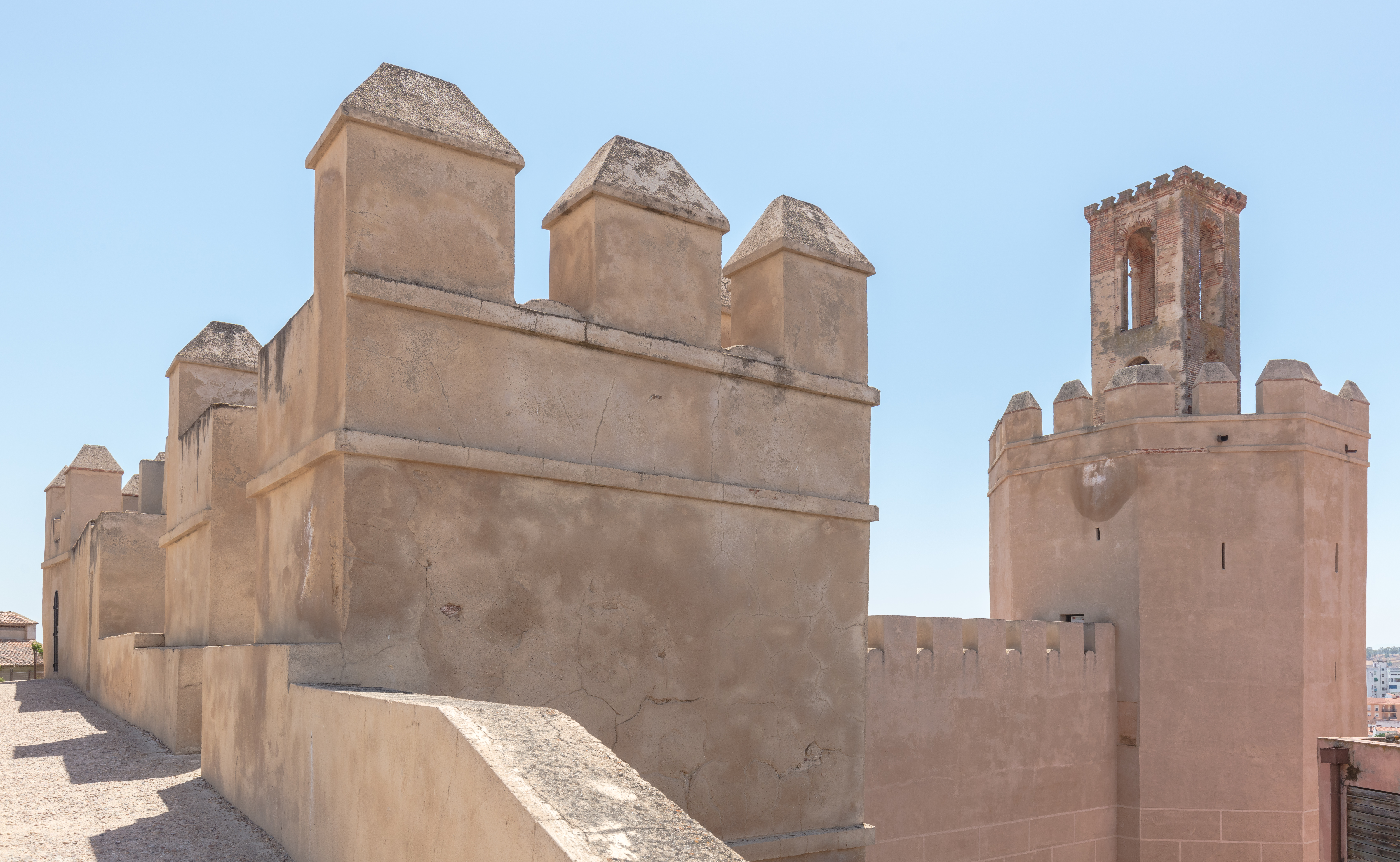
Torre de Espantaperros y amurallado de la Alcazaba.
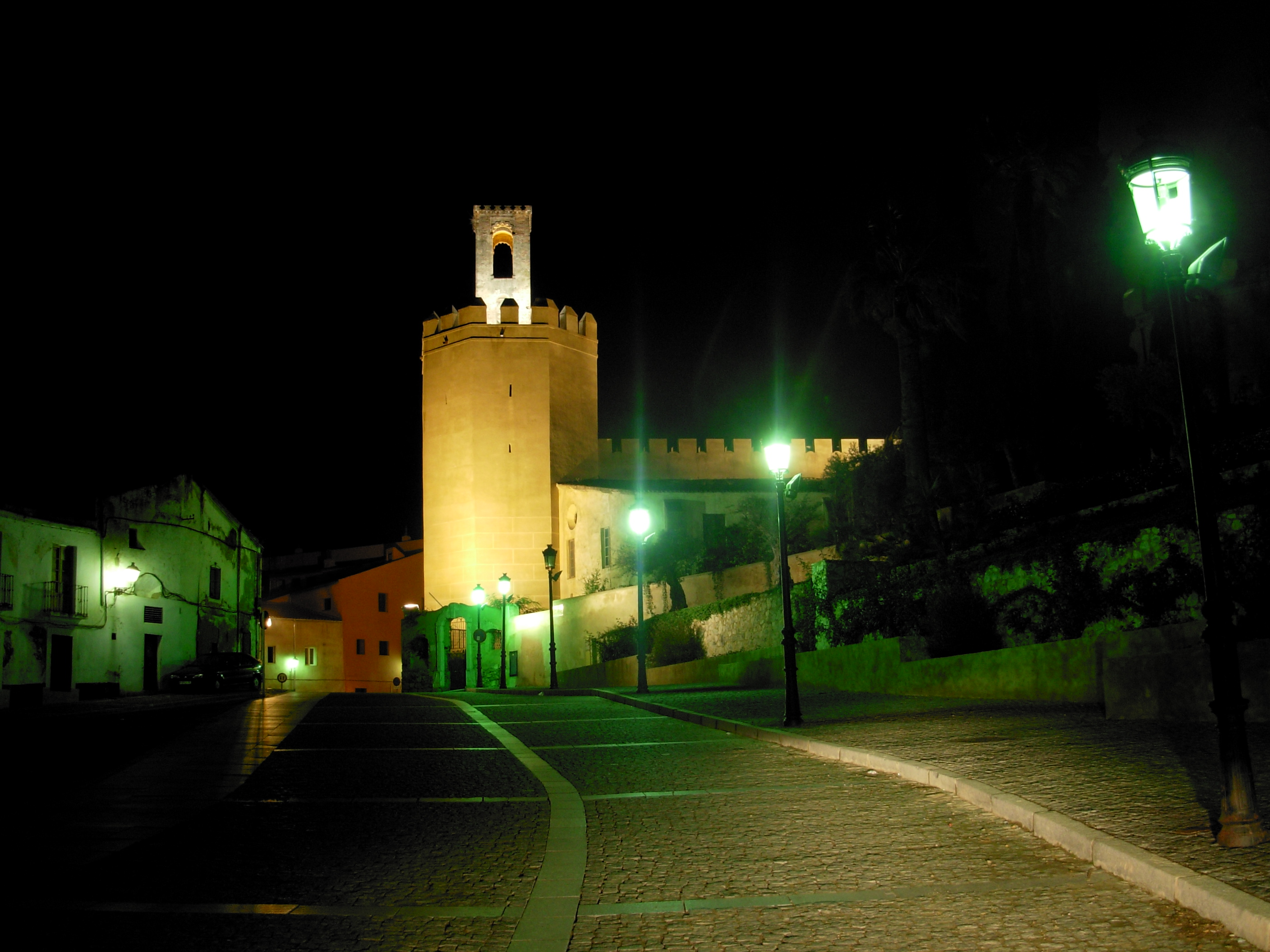
Torre de Espantaperros de noche.